# Невинний (фільм, 1976)
«Неви́нний» (італ. L'Innocente) — останній фільм італійського режисера Лукіно Вісконті. Екранізація твору Габріеле д'Аннунціо.

## Сюжет
Аристократ Тулліо (Джанкарло Джанніні) постійно зраджує свою дружину Джуліану (Лаура Антонеллі) і навіть не приховує цього. Знаходячись у відчаї, вона зустрічає молодого і популярного письменника Філіпо д'Арборіо, який утішає її і допомагає здолати важкий етап в її житті. Запідозривши, що дружина зовсім не збирається вічно зберігати йому вірність, Тулліо раптом почав ревнувати її, загорівся до неї пристрастю і вирішив відновити сімейне життя. Проте незабаром з'ясувалося, що Джуліана вагітна…

## В ролях
| Актор              | Роль               |
| ------------------ | ------------------ |
| Джанкарло Джанніні | Тулліо Ерміль      |
| Лаура Антонеллі    | Джуліана Ерміль    |
| Дженніфер О’Ніл    | Тереза Раффо       |
| Ріна Мореллі       | мати Тулліо        |
| Массімо Джіротті   | граф Стефано Егано |
| Дідье Одепен       | Федеріко Ерміль    |
| Мари Дюбуа         | принцеса           |
| Роберта Паладіні   | Ельвіретта         |
| Клод Манн          | принц              |
| Марк Порель        | Філіппо д’Арборіо  |

## Цікаві факти
- Спочатку у головній ролі Лукіно Вісконті планував знімати свого давнього протеже Алена Делона. Кандидатура Джанкарло Джанніні виникла через зірвані переговори з французьким актором. Фільму, втім, це не пошкодило: італієць Джанніні зіграв в ньому чи не найкращу свою роль.
- Виконавці головних ролей Джанкарло Джаннини і Лаура Антонеллі за два роки до зйомок у Лукіно Вісконті вже грали разом в комедії Діно Різі «Божевільний секс».
- У фільмі звучить музика Глюка і Моцарта.

## Нагороди
- 1976 — Премія «Давид ді Донателло»
  - Найкраща музика — Франко Манніно